# Entephria relegata
Entephria relegata är en fjärilsart som beskrevs av Rudolf Püngeler 1900. Entephria relegata ingår i släktet Entephria och familjen mätare. Inga underarter finns listade i Catalogue of Life.